# Прево-де-Люмиан, Иван Иванович
Иван (Августи́н) Иванович Прев́о-де-Люмиа́н (фр. Jean-Augustin Prévôt de Lumian) (1758, Ворст, Нидерланды — 10.11.1822, Санкт-Петербург) — французский и российский военный инженер, генерал-майор.
Сын фельдмаршала Жозефа-Огюста Прево-де-Люмиана (фр. Joseph-August Prévôt de Lumian), командующего артиллерией Прованса. 2 октября 1798 года был Высочайше конфирмирован герб рода Прево-де-Люмиан к диплому на потомственное российское дворянство.

## Биография
Служил во французских войсках: во Франции, а затем в Голландии, где руководил строительством укреплений. 24 июня 1788 года принят был в русскую службу подполковником в Инженерный корпус и уже через несколько месяцев, после произведенного им тщательного осмотра Кронштадтских укреплений, награждён был орденом св. Владимира 4-й ст., затем принимал участие в Шведской войне и находился в сражениях со шведским флотом в 1790 году при о. Биорке, при Семназунте, при занятии о. Коргесари и получил орден св. Владимира 3-й ст.
Переведённый 25 марта 1791 года полковником в артиллерийские гребного флота батальоны. В том же году, произведенный в бригадиры, занимался формированием трёхтысячного артиллерийского корпуса. В 1793 году занимался устройством Роченсальмских укреплений, а 1 января 1793 года был произведен уже в генерал-майоры артиллерии.
12 марта 1798 года императором Павлом он был исключен из службы, но вскоре перешёл в русское подданство и женился на Елизавете Никитичне Рылеевой, дочери полицеймейстера г. С.-Петербурга. В начале сентября 1798 года был отправлен Павлом I к Суворову с вопросом том, как вести войну с французами в современных условиях. В ответ Суворов продиктовал семь правил ведения войны, отражавшие его наступательную стратегию.
Пробыв в отставке до 12 марта 1812 года, он снова принят был на службу, и, как славившийся своими специальными знаниями инженер, определён членом в образованный из Учёного комитета по артиллерийской части Военно-Ученый Комитет по инженерной части, где и был до 1819 года. В 1812 году принимал деятельное участие в конференции для разработки деталей вводившихся тогда в военном ведомстве преобразований и работал в качестве редактора со стороны инженерного управления.

Помощником Суворова при постройке крепостей в Финляндии был инженер генерал-майор Прево де Люмиан. Александр же Васильевич, если кого любил, то непременно называл по имени и отчеству, так и этот иностранец получил от Александра Васильевича прозвище Ивана Ивановича, хотя ни он сам и никто из его предков имени Ивана не носили, но это имя так усвоилось генералу Прево де Люмиану, что он до самой кончины своей всем известен был и иначе не назывался, как Иваном Ивановичем (Гейнце Н. Э. Генералиссимус Суворов, 1896).

В 1818 году он был избран наместным мастером Петербургской масонской ложи «Соединенных друзей», находившейся в ведении великой ложи «Астреи» и учрежденной в 1802 году; в этой ложе были членами А. С. Грибоедов, Пестель, П. Я. Чаадаев, А. С. Норов, А. X. Бенкендорф и Ф. Ф. Вигель.

## Семья
Жена: Елизавета Никитична Рылеева (1778-05.02.1832), дочь санкт-петербургского обер-полицеймейстера Никиты Ивановича Рылеева
Дочери:
- Елизавета Ивановна Прево-де-Люмиан
- Мария Ивановна Прево-де-Люмиан